# Мерзебург (административный округ)
Административный округ Мерзебург (нем. Regierungsbezirk Merseburg) — административно-территориальная единица, существовавшая в прусских провинциях Саксония (1816—1944) и Галле-Мерзебург (1944—1945). В 1945 году в ходе создания земли Саксония-Анхальт округ был упразднён, а на его основе был создан округ Галле.

## Географическое положение
Округ граничил на севере с Ангальтом (до 1863 года — с тремя герцогствами Ангальт-Дессау, Ангальт-Кётен и Ангальт-Бернбург), другим округом прусской Саксонии — Магдебургом, а также Брауншвейгом. На востоке — с округами Потсдам и Франкфурт прусской провинции Бранденбург. На юге — с Саксонией (самостоятельным государством), а также с тюрингенскими государствами Саксен-Гота-Альтенбург, Саксен-Веймар-Эйзенах и Рейсс-Гера (с 1920 объединены в единую Тюрингию). На западе — с округом Эрфурт прусской провинции Саксония и многочисленными эксклавами королевства Ганновер (с 1866 — прусской провинции Ганновер) и тюрингенских государств. Кроме того, внутри Тюрингии были расположены и многочисленные анклавы округа Мерзебург.

## История
В 1815 году по итогам Венского конгресса по окончании освободительных войн Пруссия получила назад утраченные в 1807 году по Тильзитскому миру земли средней Эльбы, а также свои приобретения 1802 года, потерянные в 1807 году. На западной части отошедших Пруссии саксонских территорий, отличавшихся весьма сложной приграничной полосой с многочисленными эксклавами и анклавами, была образована провинция Саксония. В 1816 году на территории провинции были образованы три округа — Магдебург, Мерзебург и Эрфурт.

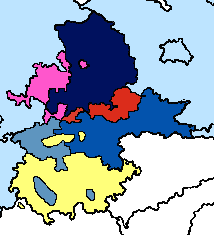
Июль 1944 года:
Провинция Магдебург
Провинция Галле-Мерзебург
Округ Эрфурт
Государство Тюрингия
Государство Брауншвайг
Государство Анхальт

В 1820 году на территории округа Мерзебург существовали сельские районы Биттерфельд, Делич, Экартсберга, Либенверда, Мансфельдер-Гебиргскрайс, Мансфельдер-Зекрайс, Мерзебург, Наумбург, Кверфурт, Залькрайс, Зангерхаузен, Швайниц, Торгау, Вайсенфельс и Цайц, а также городской район Галле. Позднее с ростом населения в самостоятельные городские районы были выделены города Вайсенфельс (1899), Цайц (1901), Айслебен (1908), Наумбург (1914), Мерзебург (1921) и Виттенберг (1922). После выделения города Наумбург из одноимённого сельского района этот район просуществовал до 1932, затем был ликвидирован, а его территория — присоединена к району Вайсенфельс.
Многочисленные административно-территориальные преобразования, произведённые в нацистской Германии, также коснулись и округа Мерзебург. Так, указом фюрера от 1 апреля 1944 года была упразднена провинция Саксония. Входившие в неё округа Мерзебург и Магдебург были провозглашёны самостоятельными провинциями Галле-Мерзебург и Магдебург, а округ Эрфурт переходил в прямое подчинение рейхсштатгальтеру земли Тюрингия. Указ вступил в силу с 1 июля 1944 года.
В виде самостоятельной провинции Галле-Мерзебург округ Мерзебург просуществовал однако лишь до июня 1945 года. После окончания войны советская военная администрация вновь восстановила провинцию Саксония, объединив провинции Галле-Мерзебург и Магдебург (округ Эрфурт, однако, был окончательно передан в состав Тюрингии), также расширив её за счёт присоединения Анхальта и оказавшейся на советской зоне оккупации восточной части Брауншвейга. В 1946 году эта расширенная провинция была переименована в Саксонию-Анхальт.
В 1947 году государство Пруссия было официально ликвидировано, и провинция Саксония-Анхальт стала самостоятельной землёй.

## Административное деление

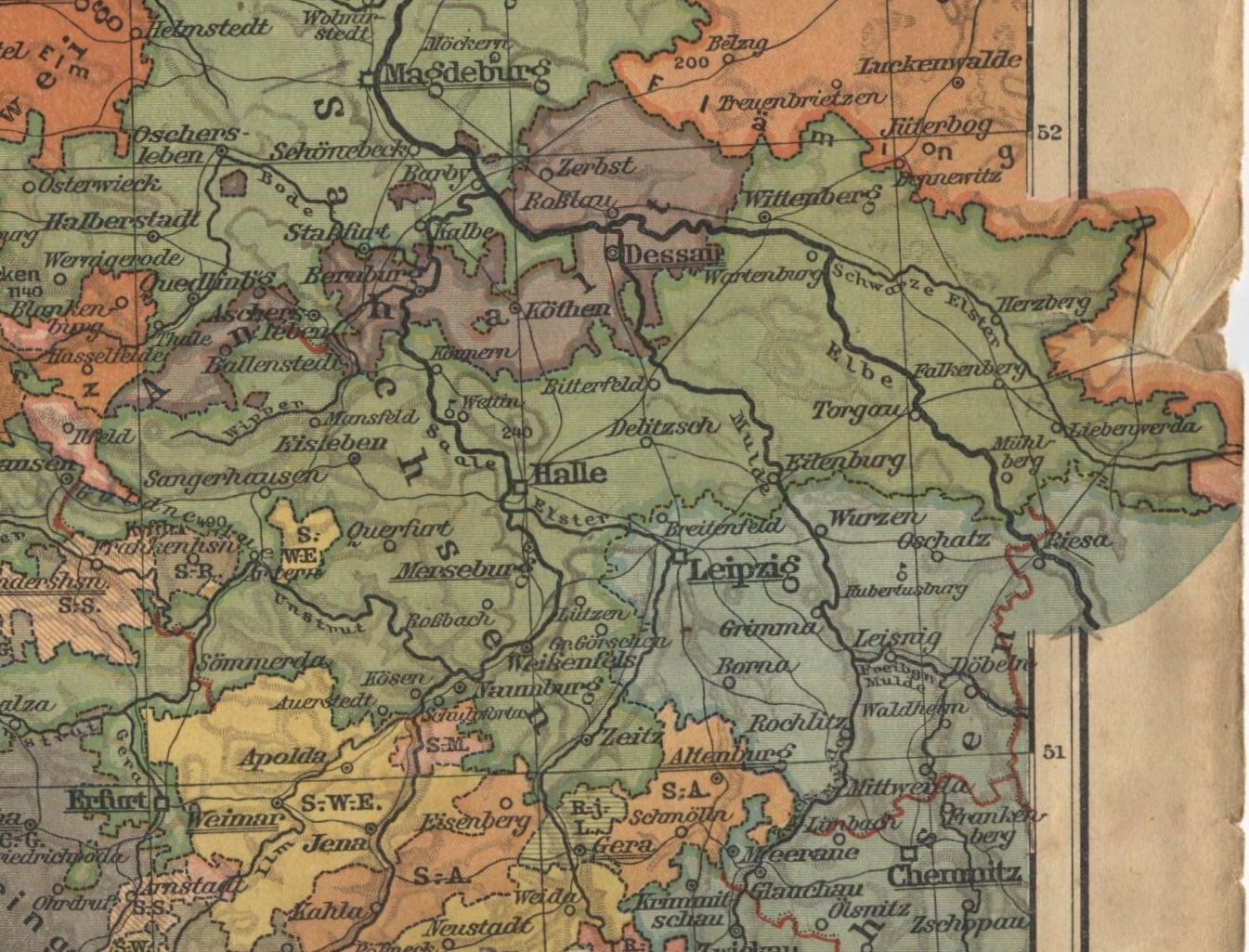
Карта 1900 года

Список районов округа Мерзебург с указанием их административных центров:
- Городские районы
  - Галле
  - Вайсенфельс (выделен в 1899)
  - Цайц (выделен в 1901)
  - Айслебен (выделен в 1908 из района Мансфельдер-Зекрайс)
  - Наумбург (выделен в 1914)
  - Мерзебург (выделен в 1921)
  - Виттенберг (выделен в 1922)
- Сельские районы
  - район Биттерфельд, адм. центр — Ройч (1816—1827), Биттерфельд
  - район Делич, адм. центр — Делич
  - район Экартсберга, адм. центр — Виэ (1816—1824), Кёлледа
  - район Либенверда, адм. центр — Либенверда
  - район Мансфельдер-Гебиргскрайс, адм. центр — Мансфельд
  - район Мансфельдер-Зекрайс, адм. центр — Айслебен
  - район Мерзебург, адм. центр — Мерзебург
  - район Наумбург (упразднён в 1932), адм. центр — Наумбург
  - район Кверфурт, адм. центр — Кверфурт
  - район Залькрайс, адм. центр — Веттин (1816—1833), Галле (1833—1945)
  - район Зангерхаузен, адм. центр — Зангерхаузен
  - район Швайниц, адм. центр — Херцберг
  - район Торгау, адм. центр — Торгау
  - район Вайсенфельс, адм. центр — Вайсенфельс
  - район Виттенберг, адм. центр — Виттенберг
  - район Цайц, адм. центр — Цайц

## Территория и население
В 1820 году население округа Мерзебург составляло 532 908 человек. В последующие годы наблюдался рост населения. В 1850 году в округе проживало уже 749 846 человек, а в 1913 году — около 1 332 000 жителей.
Территория и население округа Мерзебург в 1900 и в 1925 годах, а также по состоянию на 17 мая 1939 года в границах на 1 января 1941 года и количество районов на 1 января 1941 года составляли:
| Год       | Площадь, км² | Население, чел. | Количество районов | Количество районов |
| Год       | Площадь, км² | Население, чел. | сельских           | городских          |
| --------- | ------------ | --------------- | ------------------ | ------------------ |
| 1900      | 10.210,81    | 1.189.825       | 16                 | 2                  |
| 1925      | 10.216,00    | 1.412.694       | 16                 | 7                  |
| 1939/1941 | 10.216,61    | 1.579.373       | 15                 | 7                  |